# Душан Цекић
Душан Цекић (Лесковац, 28. фебруар 1879 — Скопље, 7. јануар 1939), политички радник и члан Централног комитета Комунистичке партије Југославије.

## Биографија
Рођен је у Лесковцу 28. фебруара 1879. године. Радио је на формирању Српске социјалдемократске странке и синдикалног покрета. Био је близак сарадник Димитрија Туцовића. 1908. године дошао је у Скопље, где је 1909. био један од оснивача и секретар Скопске социјалдемократске организације. Покретач је листа „Социјалистичка зора“.
Заједно са Василом Главиновим, Стојаном Дивлевим и Михаилом Цоковим био је представник македонских социјалистичких организација у Београду на Првој балканској социјалдемократској конфернецији у јануару 1910. године.
Скопска социјалдемократска организација обновљена је 9. јануара 1919. године, а за њеног председника био је изабран Цекић. Као делегат из Македоније присуствовао је Конгресу уједињења Социјалистичке радничке партије Југославије (комуниста) у Београду 1919. године и био изабран за члана новоформираног Централног комитета. Учествовао је и на Другом конгресу КПЈ 1920. године, а исте је године био изабран за секретара Обласног комитета КПЈ за Македонију. Као делегат КПЈ, 1921. је учествовао на Трећем конгресу Коминтерне.
Крајем 1921. године буио је накратко искључен из КПЈ због неслагања са тадашњом политиком њеног вођства, али је убрзо враћен. Већ је 1922. учествовао као делегат на Првој земаљској конференцији КПЈ у Бечу.
На парламентарним изборима 1923. године, био је кандидат Независне радничке партије Југославије (иза које је стајала КПЈ), али није добио мандат. Односи између Цекића и партијског руководства су били све напетији, те је убрзо био трајно искључен из КПЈ. После тога се повукао из политике.
Умро је у Скопљу 7. јануара 1939. године.